# 23 a.C.
Il 23 a.C. (XXIII a.C. in numeri romani) è un anno  del I secolo a.C.

## Eventi
- Augusto diventa Console per l'undicesima volta, ora insieme ad Aulo Terenzio Varrone Murena.
- Per iniziativa del Senato l'ottavo mese dell'anno (Sextilis) viene dedicato ad Augusto e prende quindi il nome di Augustus (sottinteso mensis, a significare il mese di Augusto), da cui deriva l'italiano agosto.
- Augusto rinuncia al consolato ed assume il potere tribunizio (tribunicia potestas) e il proconsolato (imperium proconsulare maius et infinitum). Il numero dei senatori viene ridotto dal migliaio a seicento membri.
- Viene pubblicata la prima raccolta delle Odi di Orazio.
- Erode il Grande invia Alessandro e Aristobulo, i due figli che ha avuto da Mariamne asmonea, a Roma, presso la corte di Augusto.

## Nati
- Erode Archelao († 18)

## Morti
- Marco Claudio Marcello, politico e militare romano (n. 42 a.C.)
- Aulo Terenzio Varrone Murena, generale e politico romano